# 브렌던 브래들리

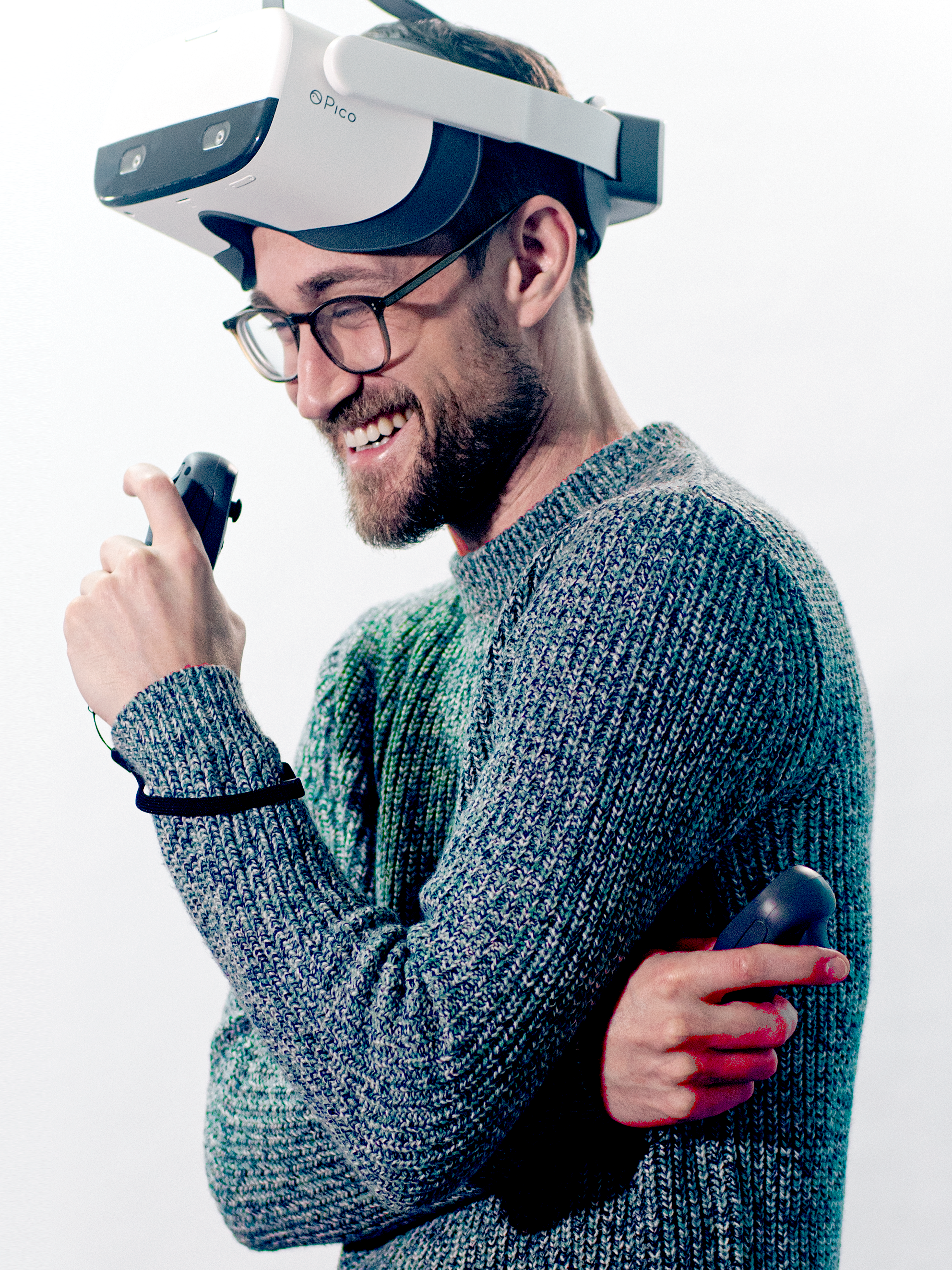

브렌던 브래들리(영어: Brendan Bradley, 1983년 5월 5일 ~ )는 미국의 영화 프로듀서, 배우이다.
더럼에서 태어났다.

## 영화
- 논-트랜스퍼러블 (2017년)
- 헤이트 프롬 어 디스턴스 (2014년)
- 라스트 하버 (2010년) - 켄 역
- 러브 컨쿼 폴 (2009년)
- 캠프학살 (2005년) - 폴 마크 역
- 콜린 피츠 살아있다! (1997년)